# جولييان مارشيوني
جولييان مارشيوني (بالإسبانية: Julián Marchioni)‏ هو لاعب كرة قدم أرجنتيني في مركز الدفاع، ولد في 11 مارس 1993 في الأرجنتين. لعب مع أتلتيكو باتروناتو وإستوديانتيس دي لا بلاتا ودين بوستش ونادي بوليتكنيكا ياش.

## وصلات خارجية
- جولييان مارشيوني على موقع قاعدة بيانات كرة القدم.إي يو (الإنجليزية)
- جولييان مارشيوني على موقع Soccerway.com (الإنجليزية)
- جولييان مارشيوني على موقع عالم كرة القدم.نت (الإنجليزية)
- جولييان مارشيوني على موقع AS.com (الإسبانية)